# Глиняное (Кировоградская область)
Глиня́ное (укр. Глиняне) — село в Песчанобродской сельской общине Новоукраинского района Кировоградской области Украины.
До 2020 года входило в Добровеличковский район
Население по переписи 2001 года составляло 305 человек. Почтовый индекс — 27041. Телефонный код — 5253. Занимает площадь 2,02 км². Код КОАТУУ — 3521781201.